# Novi Mlinari
Novi Mlinari (nemško Neumüllnern) je naselje v Občini Bekštanj v Okraju Beljak-dežela na Koroškem v Avstriji.